# WHC Den Haag
WHC is een handbalvereniging uit de gemeente Den Haag. WHC komt voort uit een fusie tussen Wings en Hermes die plaatsvond op 25 maart 2016. De naam WHC, voluit Wings Hermes Combinatie, verwijst naar deze fusie.
In 2018 is WHC samen met Hercules een combinatieteam begonnen onder de naam WHC-Hercules. Het team startte in de eerste divisie en wist meteen in het eerste seizoen te promoveren naar de eredivisie. In het seizoen 2020/2021 speelt dit herenteam nog steeds op dit niveau. Het eerste damesteam van WHC speelt in de regionale eerste klasse.

## Resultaten
- 2015 3e
Eerste divisie
- 2016 4e
Eerste divisie
- 2017 9e
Eerste divisie
- 2018 5e
Eerste divisie
- 2019 1e
Eerste divisie
- 2020 13e
Eredivisie
- 2021
Eredivisie
- 2022 7e
Eredivisie
- 2023 8e
Eredivisie
- 2024 3e
Eredivisie

- Eredivisie
- Eerste divisie

- Sinds 2018 samen met Hercules

## Erelijst

### Heren
| Nationaal        |    |         |
| Eerste divisie   | 1x | 2018/19 |
| Tweede divisie B | 1x | 2013/14 |